# 班松和奥尔基尼
班松和奥尔基尼（法語：Binson-et-Orquigny，法語發音：[bɛ̃sɔ̃ e ɔʁkiɲi]）是法国马恩省的一个旧市镇，位于该省西部，属于兰斯区。2023年1月1日，班松和奥尔基尼与邻近的2个市镇合并为新市镇克尔德拉瓦莱。

## 地理
班松和奥尔基尼（49°5'37"N, 3°47'12"E）面积3.39 平方千米，位于法国大東部大區马恩省，该省份为法国东北部内陆省份，北起阿登省，西北接埃纳省，西南接塞纳-马恩省，南至奥布省，东南接上马恩省，东临默兹省。
与班松和奥尔基尼接壤的市镇（或旧市镇、城区）包括：马恩河畔沙蒂永、巴略苏沙蒂永、厄伊、勒伊、维莱苏沙蒂永。
班松和奥尔基尼的时区为UTC+01:00、UTC+02:00（夏令时）。

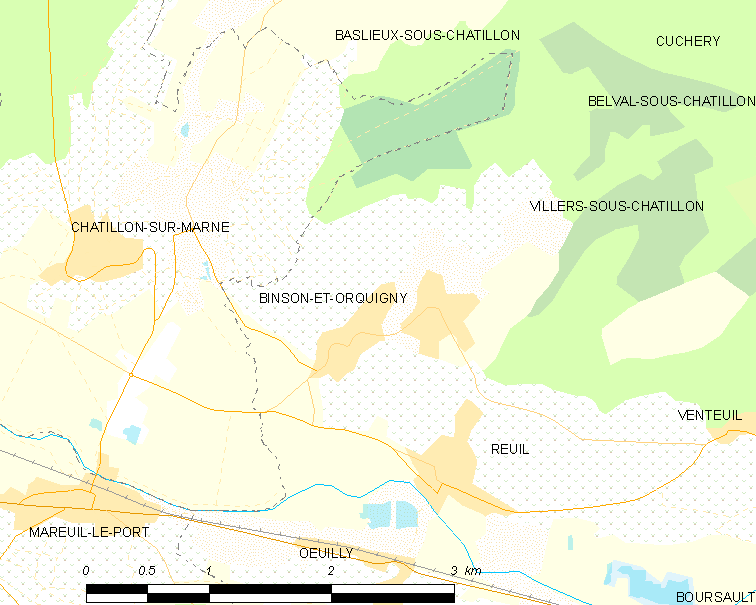
班松和奥尔基尼的OSM定位图

## 行政
班松和奥尔基尼的邮政编码为51700，INSEE市镇编码为51063。

## 政治
班松和奥尔基尼所属的省级选区为多尔芒-香槟景县。

## 人口

1962-2008年间班松和奥尔基尼人口变化图示

班松和奥尔基尼于2020年1月1日时的人口数量为166人。